# Paul Hornung
Paul Vernon Hornung (Louisville, Kentucky, 1935. december 23. – 2020. november 13.) amerikai amerikaifutball-játékos.

## Pályafutása
1957 és 1966 között a Green Bay Packers, 1967-ben a New Orleans Saints játékosa volt. A Packers csapatával négy NFL-bajnoki címet nyert. 1967-ben a történelem első Super Bowlján 35–10-re nyert a Packers a Kansas City Chiefs ellen.

## Sikerei, díjai
- Heisman-trófea (1956)
- Super Bowl
  - győztes: 1967
- National Football League
  - győztes (4): 1961, 1962, 1965, 1966
- Az NFL Legértékesebb Játékosa díj (1961)
- Pro Bowl (1959, 1960)
- Green Bay Packers Hall of Fame